# Les Collines (Never Leave You)
"Les Collines (Never Leave You)" är den tionde singeln från den franska sångerskan Alizée och den första och enda från hennes fjärde studioalbum Une enfant du siècle. Den släpptes den 19 mars 2010 strax innan albumet kom ut. Låten är skriven av Angy Laperdrix, Guillaume de Maria, Julien Galinier, Raphael Vialla och Jean-René Etienne, samt producerad av Robin Coudert som ligger bakom hela albumet.